# Michael Redmond
Michael Sean Redmond (* 25. května 1963 Santa Barbara) je americký profesionální hráč go.
Go hraje od jedenácti let, od čtrnácti let byl studentem Jusukeho Oedy v organizaci Nihon Ki-in. Od osmnácti let hraje profesionálně. Vyhrál turnaj Ryuen Cup v roce 1985 a byl finalistou NEC Shun-Ei (1990) a Shinjin-O (1992). V roce 2000 se stal prvním Američanem, který získal nejvyšší třídu v go, devátý dan.
Působí také jako komentátor pro televizní stanici NHK a v roce 2005 získal cenu pro nejlepšího komentátora. Je autorem knih o teorii go The ABC's of Attack and Defense a Patterns of the Sanrensei. V roce 2016 komentoval pro anglicky mluvící publikum utkání mezi I Se-tolem a počítačem AlphaGo.
Jeho manželkou je čínská hráčka go Sien-Sien Niou, mají dvě dcery.